# Adidas International 2003
L'Adidas International 2003 è stato un torneo di tennis giocato sul cemento.
È stata la 111ª edizione del Torneo di Sydney, che fa parte della categoria International Series nell'ambito dell'ATP Tour 2003, della categoria Tier II nell'ambito del WTA Tour 2003.
Sia il torneo maschile che quello femminile si sono giocati al NSW Tennis Centre di Sydney di Australia,
dal 6 all'11 gennaio 2003.

## Campioni

### Singolare maschile
Hyung-Taik Lee ha battuto in finale  Juan Carlos Ferrero, 4–6, 7–6(6), 7–6(4).

### Doppio maschile
Paul Hanley /  Nathan Healey hanno battuto in finale  Mahesh Bhupathi  /  Joshua Eagle,7-6, 6-4.

### Singolare femminile
Kim Clijsters ha battuto in finale  Lindsay Davenport, 6–4, 6–3.

### Doppio femminile
Kim Clijsters  /  Ai Sugiyama hanno battuto in finale  Conchita Martínez  /   Rennae Stubbs, 6-3, 6-3.